# Medienwirklichkeit
Medienwirklichkeit bezeichnet in Journalismustheorien und der Medienwissenschaft die Darstellung der Wirklichkeit in den Medien. Indem Medien die Wirklichkeit beobachten, diejenigen Ausschnitte auswählen, die sie als relevant erachten, und dem Publikum diese Ausschnitte präsentieren, konstruieren sie eine spezifische Medienwirklichkeit. Somit umfasst die Medienwirklichkeit die Gesamtheit der von den Medien veröffentlichten Texte und Bilder.
Durch den gegenwärtigen Einfluss von technischen Verbreitungsmedien auf den Alltag sind Medien nicht nur Mittel zur Wissens- und Informationsbeschaffung, sondern auch entscheidender Faktor für Beobachtungen der Geschehnisse von Gesellschaft, Welt und Alltag, und damit mitverantwortlich für die individuelle Vorstellung von Wirklichkeit. An die Kultur der Medien ist insofern auch immer eine Kultur der Wahrnehmung gebunden. Dadurch, dass die Welt nicht mehr primär über den unmittelbaren körperlichen Kontakt, sondern weitgehend über die mediale Vermittlung erfahren wird, spricht man hinsichtlich der Medienwirklichkeit von einer reduzierten Wahrnehmung, da man diese, anders als die primäre Wirklichkeit, nicht riechen oder anfassen kann.
Unterschieden wird zwischen Medienproduktionen, die bewusst eine eigene Wirklichkeit darstellen, sowie es etwa bei Spielfilmen der Fall ist, sowie Inhalten, die auf die erfahrbare Wirklichkeit zurückgreifen, so beispielsweise Dokumentationen oder Nachrichtensendungen. Letzteres verdeutlicht dennoch, dass Medien die Wirklichkeit nie vollständig abbilden können, sondern lediglich einen Ausschnitt zu einem bestimmten Zeitpunkt aus einem bestimmten Blickwinkel erfassen.
In Die gesellschaftliche Konstruktion der Wirklichkeit sprechen Peter L. Berger und Thomas Luckmann von der Medienwirklichkeit in folgendem Sinne: „Wirklichkeit ist in einer von Massenmedien geprägten Gesellschaft also zunehmend das, was wir unter Mediengebrauch als Wirklichkeit konstruieren, dann daran glauben und entsprechend handeln und kommunizieren“. Demzufolge haben Medien aufgrund ihrer Allgegenwärtigkeit das Potenzial dazu, die erfahrbare Wirklichkeit durch ihre eigene zu ersetzen.